# Іван Баранка
Іван Баранка (словац. Ivan Baranka; 19 травня 1985, м. Ілава, ЧССР) — словацький хокеїст, захисник.
Виступав за ХК «Дубниця», «Еверетт Сілвертіпс» (ЗХЛ), «Гартфорд Вулф-Пек» (АХЛ), «Нью-Йорк Рейнджерс», «Спартак» (Москва), «Салават Юлаєв» (Уфа), «Авангард», «Слован», «Регле», «Вітковиці», «Комета».
В чемпіонатах НХЛ — 1 матч (0+1).
У складі національної збірної Словаччини провів 29 матчів (2 голи); учасник зимових Олімпійських ігор 2010 (7 матчів, 1+0), учасник чемпіонатів світу 2009, 2011 і 2012 (22 матчі, 0+4). У складі молодіжної збірної Словаччини учасник чемпіонатів світу 2004 і 2005. У складі юніорської збірної Словаччини учасник чемпіонату світу 2003.
Досягнення
- Срібний призер чемпіонату світу (2012)
- Срібний призер юніорського чемпіонату світу (2003)